# اندیس قزل دره شاه خانی ۱
قزل دره شاه خانی ۱ یک اندیس فلزی است که در حوالی شهر جیرنده استان قزوین قرار دارد و مادهٔ معدنی موجود در آن، مس است.